# Edgard de Larminat
Edgard de Larminat (* 29. November 1895 in Alès; † 1. Juli 1962 in Paris) war ein französischer Général d’armée im Zweiten Weltkrieg.

## Leben
Kurz nach der Niederlage Frankreichs schloss er sich als eine der wichtigsten militärischen Persönlichkeiten den Freien Französischen Streitkräften (fr. Forces françaises libres, kurz FFL) an, um weiter gegen Nazi-Deutschland und das Vichy-Regime zu kämpfen.
Er wurde zu einer Hauptfigur des Freien Frankreichs in Afrika als Mitglied des Conseil de Défense de l’Empire und als Kommandeur der 1. Freien Französischen Division (fr. 1ère Division Française Libre, kurz 1ère DFL). 
Er spielte eine entscheidende Rolle bei der Befreiung Frankreichs und Italiens. Am 14. Oktober 1944 beauftragte ihn General Charles de Gaulle mit dem Kommando der Forces françaises de l’Ouest. Larminat befehligte die Opération Indépendence und die Opération Vénérable, welche das Ziel hatten, die südliche Atlantikküste von den deutschen Besatzungsnestern zu befreien. So gelang ihm beispielsweise am 17. April 1945 die Befreiung von Royan.

## Auszeichnungen
- Großkreuz der Französischen Ehrenlegion
- Ordre de la Libération mit Dekret vom 1. August 1941
- Croix de guerre 1914–1918 mit vier goldenen Sternen
- Croix de guerre 1939–1945 mit vier goldenen Sternen
- Kriegskreuz T.O.E. mit einem goldenen Stern
- Médaille de la Résistance mit Rosette
- Médaille des évadés
- Legion of Merit: Commander (USA)
- Order of the Bath: Knight Grand Cross (UK)
- Leopoldsorden: Kommandeur (Belgien)
- Orden Virtuti Militari: Großkreuz (Polen)
- Orden vom Schwarzen Stern: Großkreuz (Benin)

## Werke
- L’Armée dans la Nation, Paris 1945
- Bertie Albrecht, Pierre Arrighi, Général Brosset, D. Corticchiato, Jean Prévost, 5 parmi d’autres, Paris 1947
- Que sera la France de demain ?
- L’Armée européenne, Paris 1952
- Chroniques irrévérencieuses, Paris 1962

## Bibliografie
- Philippe Oulmont (dir.): Larminat. Un fidèle hors série (Vorwort von Étienne Burin des Roziers). Little big man Éditions / Fondation Charles de Gaulle, Paris 2008, 416 Seiten.